# Подільський район (Одеська область, 1923—2020)
Подільський райо́н (до 1935 року — Бірзульський, у 1935—2016 роках — Котовський) — колишня адміністративно-територіальна одиниця в Україні, розташована на півночі Одеської області. Центр — місто Подільськ.
Ліквідований відповідно до Постанови Верховної Ради України «Про утворення та ліквідацію районів» від 17 липня 2020 року № 807-IX.

## Загальні відомості
Район займає територію площею 103,7 тис. га, в тому числі сільськогосподарські угіддя — 82,6 тис. га, із них рілля — 58,2 тис. га.
Район межує на північному заході з Кодимським районом, на північному сході — з Балтським, на сході — з Ананьївським, на півдні — з Окнянським районами Одеської області, на заході — з Республікою Молдова. Лінія українсько-молдовського кордону на придністровській ділянці має протяжність 30,4 км. Охорону безпеки України тут несе особовий склад прикордонної та митної служби.
Адміністративним і культурним центром району є місто обласного значення — Подільськ, який розташований за 188 км від обласного центру по залізниці, 208 км — шосейними шляхами.

## Географія

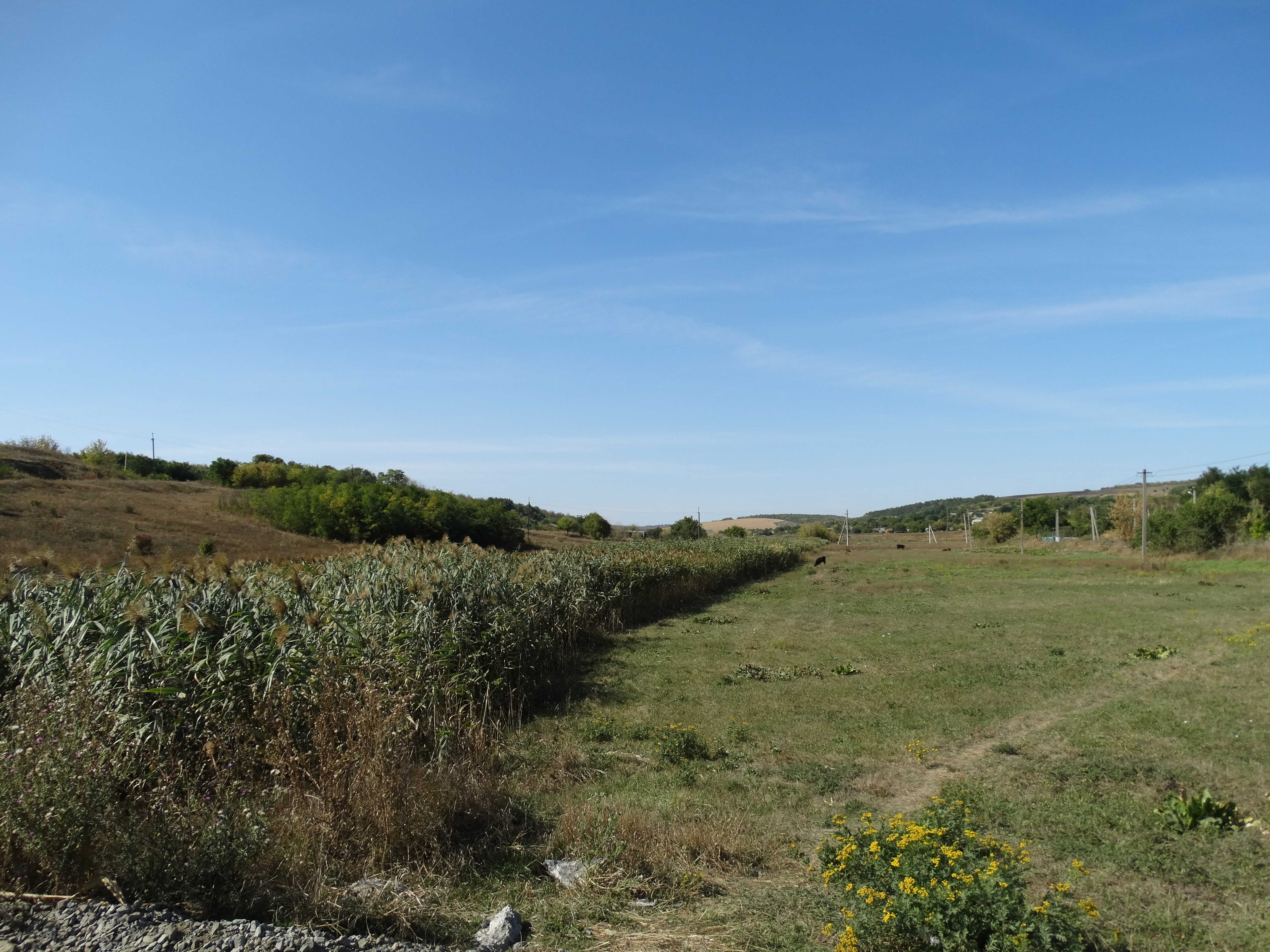
Річка Великий Куяльник у селі Федорівка Подільського району

Район перетинають річки Тилігул, Великий Куяльник, Ягорлик, Сухий Ягорлик, Тростянець. На території району розташовано 47 ставків (загальна площа земель водного фонду — 601 га, в тому числі 14 га — річки, струмки, 587 га — ставки).
Територія району — за своїм географічним місцезнаходженням характеризується помірно-континентальним кліматом. Тепловий режим сприяє для вирощування озимої пшениці, цукрового буряка, кукурудзи, соняшнику та інших районованих сільськогосподарських культур. Район належить до добре зволожуваного водного режиму. Максимум опадів припадає на вегетаційний період. В районі є запаси глини і будівельного піску. Переважають чорноземи.
Загальна площа земель державного лісового фонду становить 5132 га, це 18 лісових урочищ.

## Історія
Бірзула (сусіднє село) з 1895 року була волосним центром Ананьївського повіту, з лютого 1921 року — волосним центром Балтського повіту.
Утворений як Бірзульський район 7 березня 1923 з центром у Бірзулі у складі Балтської округи Одеської губернії з Бірзульської і Нестоїцької волостей.
12 жовтня 1924 р. утворена Автономна Молдавська СРР, район перейшов до її складу.
11 лютого 1935 Гамбурівська, Федорівська та Новоселівська сільські ради перейшли до Валегоцулівського району АМСРР.
4 травня 1935 район перейменований на Котовський район.
В серпні 1940 року відбулося утворення Молдовської Радянської Соціалістичної республіки, а після адміністративно-територіального поділу Котовський район увійшов до Одеської області.
Із прийняттям 24 серпня 1991 року Верховною Радою Акта проголошення Незалежності України в історії району розпочався новий етап. 1992 року утворено районну державну адміністрацію. Продовжено державотворчі процеси в районі: створена митниця, податкова інспекція, загін прикордонного контролю, казначейство, центр зайнятості.
У селі Станіславка відкрито місцевий пункт пропуску через Державний кордон України.
11450 власників земельних часток (паїв) отримали сертифікати і уклали договори оренди з новоутвореними сільгоспформуваннями.
У 1997 році вперше в історії району природний газ надійшов в село Липецьке. 1999 року підвідний газопровід побудовано до села Оброчне. 2002 року проводилась газифікація села Куяльник, а в наступні роки — сіл Новоселівка та Соболівка.
У першому півріччі 2001 року побудовані нові електричні мережі району, зруйновані внаслідок стихійного лиха, що сталося наприкінці 2000 року.
В ході реформування аграрного сектора економіки на базі 21 колективного сільгосппідприємства району у 2000 році створено 66 агроформувань ринкового типу: СФГ — 23, приватні підприємства — 16, ТОВ — 15, СВК — 12.

## Населення
- 1926 — 57 823 (у т.ч. смт. Бірзула 10 007 і район (села) 47 816, у т.ч. с. Липецьке 7772)
- 1939 — 60 130 (у т.ч. м. Котовськ 16 795 і район (села) 43 335, у т.ч. с. Липецьке 7618)

Розподіл населення за віком та статтю (2001):
| Стать | Всього | До 15 років | 15-24 | 25-44 | 45-64 | 65-85 | Понад 85 |
| --- | ------ | ----------- | ----- | ----- | ----- | ----- | -------- |
| Чоловіки | 14 127 | 2953        | 1676  | 3928  | 3583  | 1892  | 95       |
| Жінки | 16 851 | 2954        | 1696  | 3927  | 4224  | 3708  | 342      |
| \| Статево-вікова піраміда \| Статево-вікова піраміда \| Статево-вікова піраміда \| \| ----------------------- \| ----------------------- \| ----------------------- \| \| Чоловіки \| Вік \| Жінки \| \| 95 \| 85 + \| 342 \| \| 103 \| 80-84 \| 412 \| \| 343 \| 75-79 \| 996 \| \| 666 \| 70-74 \| 1178 \| \| 780 \| 65-69 \| 1122 \| \| 1117 \| 60-64 \| 1504 \| \| 576 \| 55-59 \| 806 \| \| 899 \| 50-54 \| 933 \| \| 991 \| 45-49 \| 981 \| \| 1050 \| 40-44 \| 1137 \| \| 988 \| 35-39 \| 960 \| \| 941 \| 30-34 \| 902 \| \| 949 \| 25-29 \| 928 \| \| 860 \| 20-24 \| 838 \| \| 816 \| 15-20 \| 858 \| \| 1296 \| 10-14 \| 1239 \| \| 928 \| 5-9 \| 970 \| \| 729 \| 0-4 \| 745 \| |        |             |       |       |       |       |          |
| Статево-вікова піраміда |        |             |       |       |       |       |          |
| Чоловіки | Вік    | Жінки       |       |       |       |       |          |
| 95 | 85 +   | 342         |       |       |       |       |          |
| 103 | 80-84  | 412         |       |       |       |       |          |
| 343 | 75-79  | 996         |       |       |       |       |          |
| 666 | 70-74  | 1178        |       |       |       |       |          |
| 780 | 65-69  | 1122        |       |       |       |       |          |
| 1117 | 60-64  | 1504        |       |       |       |       |          |
| 576 | 55-59  | 806         |       |       |       |       |          |
| 899 | 50-54  | 933         |       |       |       |       |          |
| 991 | 45-49  | 981         |       |       |       |       |          |
| 1050 | 40-44  | 1137        |       |       |       |       |          |
| 988 | 35-39  | 960         |       |       |       |       |          |
| 941 | 30-34  | 902         |       |       |       |       |          |
| 949 | 25-29  | 928         |       |       |       |       |          |
| 860 | 20-24  | 838         |       |       |       |       |          |
| 816 | 15-20  | 858         |       |       |       |       |          |
| 1296 | 10-14  | 1239        |       |       |       |       |          |
| 928 | 5-9    | 970         |       |       |       |       |          |
| 729 | 0-4    | 745         |       |       |       |       |          |

Національний склад населення району за переписом 2001 року
- українці — 67,8%
- молдовани — 25,9%
- росіяни — 5,2%
- болгари — 0,2%
- вірмени — 0,2%

Етномовний склад населених пунктів район (рідні мови населення)
|                       | українська | російська | молдовська |
| Подільський район     | 69,0       | 7,7       | 22,8       |
| с. Олексіївка         | 90,8       | 3,3       | 5,8        |
| с. Глибочок           | 89,0       | 5,3       | 3,7        |
| с. Миколаївка         | 91,4       | 1,7       | 6,0        |
| с. Борщі              | 93,5       | 5,5       | 0,8        |
| с-ще Борщі            | 90,9       | 5,1       | 3,6        |
| с. Дібрівка           | 92,4       | 3,1       | 4,4        |
| с. Зелений кут        | 89,5       | 2,6       | 2,0        |
| с. Бочманівка         | 89,6       | 3,8       | 5,7        |
| с. Великий Фонтан     | 59,7       | 28,0      | 11,8       |
| с. Гідерім            | 13,4       | 17,3      | 68,7       |
| с. Малий Фонтан       | 80,0       | 13,7      | 5,6        |
| с. Миколаївка перша   | 87,7       | 8,9       | 3,4        |
| с. Гонората           | 93,6       | 4,0       | 2,4        |
| с. Затишшя            | 91,4       | 1,7       | 6,3        |
| с. Качурівка          | 89,1       | 2,9       | 7,2        |
| с. Велика Кіндратівка | 76,3       | 2,8       | 20,5       |
| с. Оброчне            | 91,5       | -         | 8,5        |
| с. Поплавка           | 73,4       | 1,6       | 25,0       |
| с. Климентове         | 79,6       | 6,6       | 13,1       |
| с. Велике Бурилове    | 37,0       | 25,0      | 38,0       |
| с. Домниця            | 76,4       | 5,8       | 16,1       |
| с. Коси               | 78,3       | 19,5      | 2,2        |
| с. Коси-слобідка      | 97,9       | 0,7       | 1,4        |
| с. Куяльник           | 61,7       | 19,2      | 19,0       |
| с. Вестерничани       | 86,5       | 10,0      | 3,3        |
| с. Олександрівка      | 11,7       | 28,3      | 59,5       |
| с. Чапаєвка           | 30,7       | 47,9      | 21,5       |
| с. Липецьке           | 4,1        | 5,5       | 90,1       |
| с. Куйбишевське       | 24,5       | 6,9       | 68,6       |
| с. Любомирка          | 91,5       | 6,6       | 1,4        |
| с. Мурована           | 91,2       | 2,2       | 6,6        |
| с. Мардаровка         | 94,1       | 1,9       | 3,5        |
| с. Перешори           | 78,3       | 0,8       | 20,8       |
| с. Топик              | 93,8       | -         | 5,2        |
| с. Нестоіта           | 79,3       | 2,2       | 18,4       |
| с. Нова Кульна        | 71,8       | 4,6       | 23,2       |
| с. Романівка          | 85,5       | 2,2       | 12,3       |
| с. Новоселівка        | 93,0       | 5,2       | 1,2        |
| с. Андріївка          | 83,3       | 11,1      | 5,6        |
| с. Гертопи            | 89,4       | 8,2       | 1,2        |
| с. Мала Олександрівка | 75,5       | 1,7       | 13,3       |
| с. Розалівка          | 89,1       | 4,5       | 6,4        |
| с. Соболівка          | 86,7       | 6,4       | 5,9        |
| с. Федорівка          | 78,3       | 7,6       | 12,4       |
| с-ще Чубівка          | 93,9       | 3,5       | 2,4        |
| с. Петрівка           | 92,5       | 0,5       | 7,0        |
| с. Гор'ївка           | 66,7       | 8,3       | 25,0       |
| с. Мала Кіндратівка   | 90,5       | 3,7       | 4,4        |
| с. Мала Петрівка      | 90,3       | 6,5       | -          |
| с. Степанівка         | 52,6       | 5,3       | 42,1       |
| с. Станіславка        | 94,7       | 2,6       | 2,5        |
| с. Падрецеве          | 97,1       | 2,9       | -          |
| с. Ясинове            | 96,6       | 3,5       | -          |
| с. Стара Кульна       | 13,4       | 5,2       | 81,1       |
| с. Малий Куяльник     | 78,3       | 11,5      | 8,7        |
| с. Вишневе            | 90,1       | 6,5       | 3,5        |
| с. Грекове Перше      | 80,3       | 6,3       | 13,4       |
| с. Грекове Друге      | 60,7       | 21,4      | 17,9       |
| с. Єфросинівка        | 88,9       | -         | 11,1       |
| с. Новий Мир          | 52,5       | 6,1       | 41,4       |

Чисельність населення на 1 січня 2010 року склала 28,3 тис. осіб. Населення району проживає в 61 населеному пункті, які входять до складу 18 сільських рад. Це — Борщівська, Бочманівська, Великофонтанська, Гоноратська, Качурівська, Климентівська, Косівська, Куяльницька, Липецька, Любомирська, Мардарівська, Нестоїтська, Новоселівська, Олексіївська, Петрівська, Станіславська, Старокульнянська, Чапаєвська.
Демографічна ситуація в районі характеризується поступовим зменшенням чисельності населення через його природне скорочення.

## Соціальна сфера
На території району налічується 40 шкіл, функціонують 33 навчальні заклади. Дошкільна освіта надається у 6-ти дитячих закладах. Вихованням учнівської молоді займається 2 позашкільні навчально-виховні заклади. Медичне обслуговування населення проводиться у 42 ФАПах, 3-х амбулаторіях та 3-х дільничних лікарнях. Мережа закладів культури складається з 16 будинків культури, 27 клубів та 42 бібліотек.
Всі фінансові операції можна здійснювати через мережу банківських закладів: «Укргазбанк», «Ощадбанк», «Імексбанк», «Аваль», «Промінвестбанк», «Приват-банк», «Експресбанк», «Надра банк», «Укрсиббанк», філія Морського транспортного банку, «ОТП Банк» та ін. Страхову діяльність у районі здійснює страхова компанія «Оранта».
Все населення району отримує послуги поштового зв'язку через 22 стаціонарних поштових відділення та 2 пересувних відділення.

## Транспорт

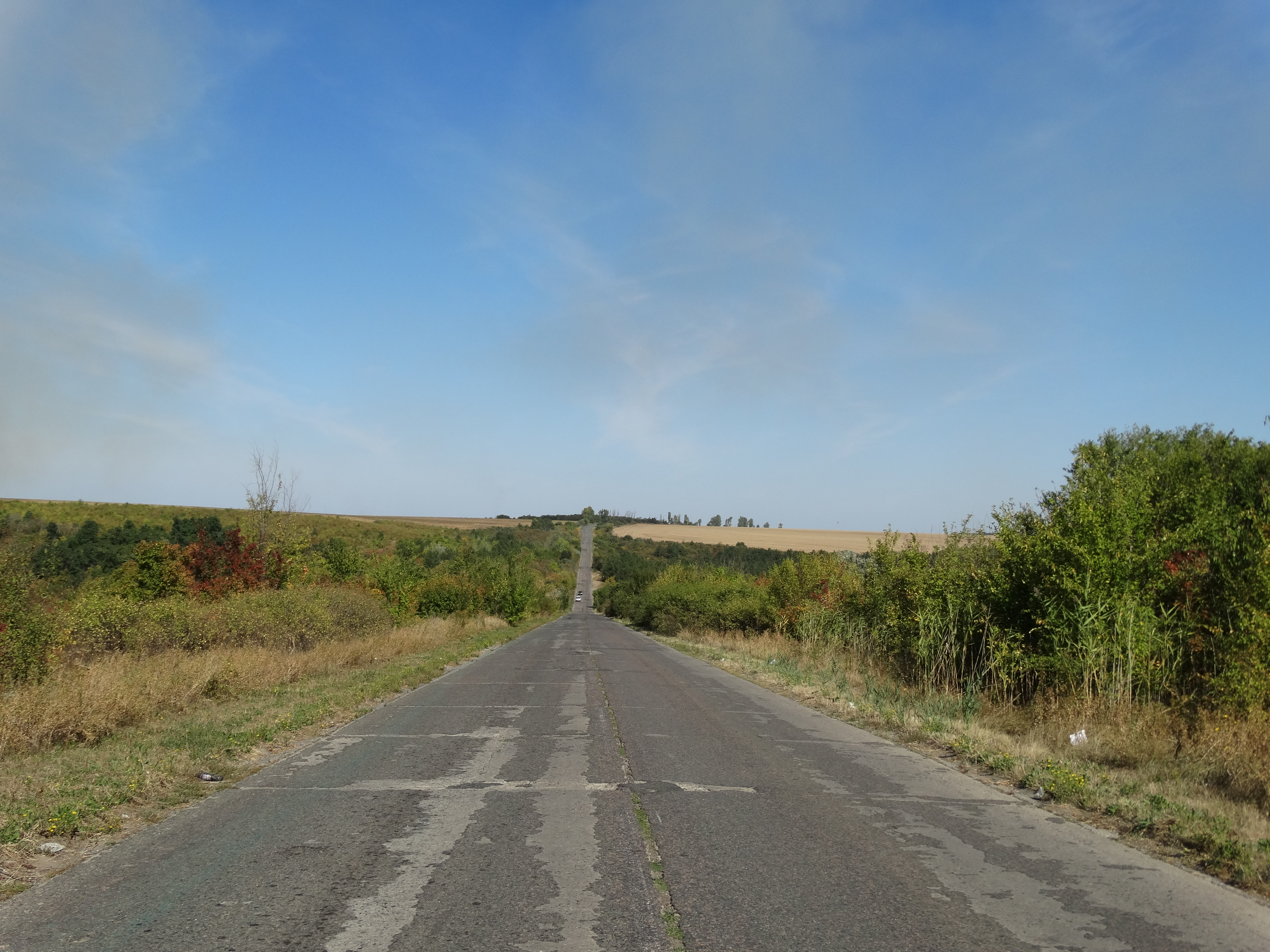
Автошлях (Кишинів—Полтава на території району

Подільський район має розвинуту мережу автомобільних доріг, які сполучують м. Подільськ з населеними пунктами району та іншими районними центрами Одеської області.
Загальна протяжність доріг — 341,56 км, в тому числі з твердим покриттям — 312,36 км. В районі на 27 автобусних маршрутах працюють 2 юридичні особи та 24 підприємця (фізичні особи).
Територією району проходить автотраса E584 (Кишинів—Полтава). Територію Подільського району з півночі на південь перетинає залізнична колія Одеса—Вапнярка, на якій розташовані 4 залізничні станції: Борщі, Побережжя, Чубівка, Мардарівка та ще кілька зупинних пунктів на перегонах. Місто Подільськ — залізничний вузол. Загальна протяжність залізничних колій — 87 км, станційних — 70 км.

## Економіка
Провідною галуззю економіки району є сільськогосподарське виробництво. Від загальної кількості зайнятого населення — 35% зайняті в сільськогосподарському виробництві.
Земельний фонд району по всім категоріям господарств становить 102,6 тис. га, в тому числі 82,6 тис. га (80%) — сільськогосподарські угіддя, з них 59,6 тис. га (72,1%) рілля, 1,9 тис. га (2,3%) — багаторічні насадження, 8,1 тис. га (9,8%) — сінокоси та 12,6 (15,3) тис. га — пасовища.
Загальний напрямок сільськогосподарського виробництва в рослинництві — зерновий у тваринництві — м'ясо—молочний. Обсяги виробництва зерна складають близько 60-90 тис. тонн, соняшника — 5-8 тис. тонн.
На території району розташовані 2 промислових підприємства — хімічної та переробної промисловості (ВАТ Південтехгаз) та підприємство машинобудування та металопереробки (ТОВ Південремвестат).
ТОВ «Південремвестат» — вид діяльності цього підприємства — ремонт, відновлення, модернізація верстатів, виробництво запасних частин до сільськогосподарської техніки.
ВАТ «Південтехгаз» займається виготовленням скраплених газів (кисень, водень, азот, аргон та газові суміші).

## Туризм
10 місць, які характеризують особливості району:
- с. Липецьке — собор святого Архангела Михаїла; «Каса-маре» музей побуту молдован
- с. Казбеки — підземний монастир «Райський сад»
- с. Нестоїта — джерело біля в'їзду в село; Історико-краєзнавчий музей; Спортивний комплекс, сільська рада
- с. Коси — ставок;
- с. Куяльник — будівля школи;
- с. Мала Кіндратівка — меморіальний комплекс
- с. Бочманівка — стела Т. Г. Шевченко

У 2006 році відділом культури та туризму був розроблений проєкт зеленого сільського туристичного маршруту Подільськ—Липецьке—Казбеки «Наш дім — це казка, яку треба читати серцем», до якого входять такі пам'ятки історії, як Храм Святого Архангела Михаїла Української Православної Церкви і історичний комплекс підземного монастиря «Райський сад».
До об'єктів туризму входить і погруддя новатора сільськогосподарського виробництва двічі Героя Соціалістичної Праці Є. В. Блажевського (с. Любомирка).

## Політика
25 травня 2014 року відбулися Президентські вибори України. У межах Подільського району було створено 56 виборчих дільниць. Явка на виборах складала — 56,38% (проголосували 11 834 із 20 991 виборців). Найбільшу кількість голосів отримав Петро Порошенко — 39,03% (4 619 виборців); Сергій Тігіпко — 20,95% (2 479 виборців), Юлія Тимошенко — 14,35% (1 698 виборців), Вадим Рабінович — 5,55% (657 виборців), Олег Ляшко — 4,36% (516 виборців). Решта кандидатів набрали меншу кількість голосів. Кількість недійсних або зіпсованих бюлетенів — 3,02%.

## Особистості
- Чикаленко Євген Харлампійович - визначний громадський діяч, благодійник, меценат української культури, агроном, землевласник, видавець, публіцист
- Блажевський Євген Вікторович - новатор сільськогосподарського виробництва. Двічі Герой Соціалістичної Праці (1950 і 1958)
- Подрушняк Євген Павлович - український науковець, ортопед-травматолог, геронтолог і геріатр, організатор охорони здоров’я, Заслужений діяч науки і техніки України, Лауреат Державної премії України, Академік Української академії наук наукового прогресу, віце-президент Української асоціації остеопорозу, доктор медичних наук, професор